# 尼基·迈恩派
尼基·迈恩派（芬蘭語：Niki Mäenpää；1985年1月23日—）是一位芬蘭職業足球選手，位置是守門員。現效力於芬蘭足球超級聯賽球隊HJK赫尔辛基。迈恩派在2015年轉會布萊頓並在2016年首次出場。他也代表芬蘭國家足球隊參加比賽 。

## 外部連結
- Voetbal International profile （页面存档备份，存于） （荷兰文）
- 尼基·迈恩派－UEFA國際賽競賽紀錄
- 尼基·迈恩派 – FIFA國際賽競賽紀錄 (存檔)
- 尼基·迈恩派在 National-Football-Teams.com 上的出场纪录
- 足球数据库：尼基·迈恩派的球员统计数据
- fussballdaten.de：Niki Mäenpää之統計數據 （德文）
- Soccerway資料庫：尼基·迈恩派
- 尼基·迈恩派 – 法國職業足球聯賽数据 – 支持法语（已存档）